# Ernst Salewski
Ernst Salewski (* 15. November 1939 in Reichstädt/Osterzgebirge) ist ein deutscher Kirchenmusiker und Komponist, der in den evangelischen Landeskirchen Sachsen und Thüringen tätig war.

## Biografie

### Jugend und Ausbildung
Ernst Salewski ist der Sohn eines Lehrers und Kantors, der später Pfarrer wurde, seine Mutter war Kirchgemeindehelferin. Er studierte Kirchenmusik, zunächst an der Kirchenmusikschule der Evangelisch-Lutherischen Landeskirche Sachsens in Dresden; unter seinen Lehrern war dort der Meißner Domkantor Erich Schmidt. Anschließend studierte er an der Hochschule für Musik und Theater „Felix Mendelssohn Bartholdy“ Leipzig, wo unter anderem Kurt Thomas, Wolfgang Schetelich und Johannes Weyrauch seine Lehrer waren.

### Schaffen
Ab 1964 war Salewski über zwei Jahrzehnte an der Lutherkirche Radebeul als Kantor und Organist tätig. Mit der Kantorei dieser Gemeinde erarbeitete er zwar auch gängige geistliche Chorwerke, legte den Schwerpunkt seiner Arbeit jedoch auf weniger bekannte Werke, wie beispielsweise solche von Anton Bruckner (Requiem), Benjamin Britten (Festival Tedeum), Erna Woll (Psalm-Triptychon 1983 als DDR-Erstaufführung) oder von Max Reger (Choralkantate „Meinen Jesum lass ich nicht“).
Außerdem war er als Konzertorganist tätig, sowohl im Dresdner Raum als auch in weiteren, vorzugsweise sächsischen, Kirchenmusikzentren. Bei einer Schallplattenproduktion im Lutherjahr 1983 Vertrauen wagen – Lieder zum Mitsingen mit dem Jugendchor „Bunte Steine“ Görlitz unter der Leitung von Ulrich Wollstadt wirkte Salewski als Organist mit. Von 1974 bis 1986 hatte er einen Lehrauftrag für Musiktheorie an der Dresdner Kirchenmusikschule. Die Evangelische Verlagsanstalt Berlin veröffentlichte zwei von ihm komponierte Evangelienmotetten. Der Frage des Umganges mit Taktwechseln in der Alten Musik – und da speziell in den Orgelwerken Johann Sebastian Bachs – widmete er sich besonders. Auch arbeitete Salewski als Bearbeiter an der Neuen Bachausgabe (NBA) des Bärenreiter-Verlages mit.
1987 wurde er Stadtkantor an der Weimarer Herderkirche. Hier stand die Pflege der Werke Johann Sebastian Bachs (Passionen und Oratorien, Kantaten und Motetten) bei der Arbeit Salewskis mit dem Bachchor Weimar im Vordergrund, aber auch viele wesentliche Werke der Oratorienliteratur kamen während seiner 16-jährigen Amtszeit hier zur Aufführung. Dabei standen ihm regelmäßig namhafte Solisten und in Thüringen beheimatete Orchester zur Seite. Aber auch weniger bekannte Werke mit Bezug zu Weimar, wie etwa die Matthäuspassion von Melchior Vulpius oder Die Kindheit Jesu von Johann Christoph Friedrich Bach auf einen Text von Johann Gottfried Herder (im Herder-Gedenkjahr 1994) wurden in die Programmgestaltung einbezogen. Nach zweijähriger Tätigkeit an dieser Kirche wurde ihm vom Landeskirchenrat der Evangelisch-Lutherischen Kirche in Thüringen der Titel „Kirchenmusikdirektor“ verliehen.
Für den Festakt zum 250. Herder-Geburtstag schuf Salewski eine Chorkomposition auf einen Text Johann Gottfried Herders (Menschheitsbestimmung), die später beim Strube-Verlag als Orgelfassung erschien. Darüber hinaus veröffentlichte er beim Carus-Verlag aus Anlass des 250. Todestages des Komponisten 1998 die einzige erhaltene Chorkomposition von Johann Gottfried Walther (ein Kyrie zu 4 Stimmen und Continuo). Zum 500-jährigen Kirchweihjubiläum der Stadtkirche St. Peter und Paul verfasste Salewski eine Weimarer Kirchenchorgeschichte.
Weiteres Verdienst Salewskis war sein Einsatz für die Wiederaufstellung des Weimarer Bachdenkmals, einer Büste von Bruno Eyermann aus dem Jahr 1950, auf dem „Platz der Demokratie“. Als Schatzmeister des Vereins „Weimarer Bachfreunde“ hatte er sich besonders dafür starkgemacht, dass dieses seit 1962 aus dem Stadtbild verbannt gewesene Denkmal 1995 wieder aufgestellt werden konnte. Des Weiteren erfolgte seine Mitarbeit im Vorstand der „Gesellschaft Thüringer Bachwochen e.V.“ in den Jahren 1991 bis 2000 sowie sein Vorsitz des „Verbandes evangelischer Kirchenmusikerinnen und Kirchenmusiker Thüringens“ während seiner letzten Amtsjahre.
Ernst Salewski ist verheiratet und hat zwei Kinder.

## Werke
- Taktwechsel als Interpretationsproblem. In: Der Kirchenmusiker. Ausgabe 4-1986 und 5-1986,  Merseburger Verlag.
- Hrsg.: Kyrie zu 4 Stimmen und Continuo von Johann Gottfried Walther. Carus-Verlag, 1998.
- Weimarer Kirchenchorgeschichte. Eigenverlag der Evangelisch-Lutherischen Kirchgemeinde Weimar/Bachchor, Weimar 2000
- Menschheitsbestimmung. Chorkomposition auf einen Text von Johann Gottfried Herder. Strube-Verlag, 2002.